# Wagenerapfel

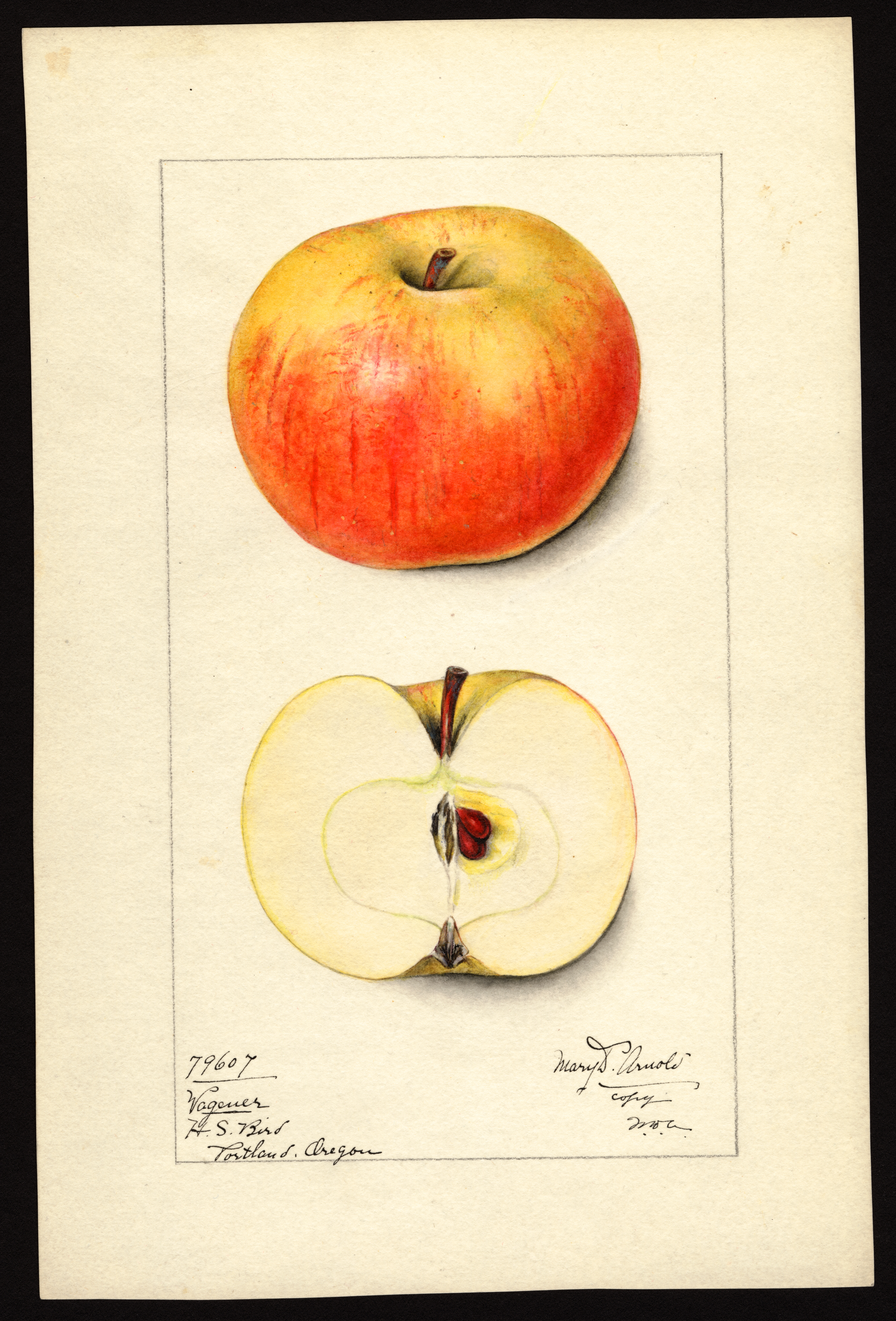
Wagenerapfel

Der Wagenerapfel ist eine alte Tafel- und Wirtschaftsobstsorte des Kulturapfels.

## Frucht
Der Wagenerapfel ist ein flach gewachsener, mittelgroßer, seltener Tafelapfel mit fünf flachen Kanten. Kleine Früchte sind eher kugelig. Die Schale ist glatt, zart, stark glänzend und wird bei Vollreife leicht fettig. Die Grundfarbe ist zur Ernte lindgrün und hellt bei Vollreife zu schwefelgelb auf. Die Früchte sind sonnenseits rot gestrichelt bis flächig blutrot. Das Fruchtfleisch ist zunächst saftig abknackend, wird jedoch bei Vollreife und auf dem Lager nach kurzer Zeit mürbe. Zu spät geerntete Früchte werden bereits am Baum mehlig. Der Geschmack ist harmonisch süß-säuerlich mit einem gefälligen und sortentypischen Aroma, das an Zimt und Rosmarin erinnert. Die möglichst druckfreie Ernte erfolgt Ende Oktober. Wageneräpfel sind im Kühllager grundsätzlich mehrere Monate haltbar, jedoch muss die Ernte für Lagerware sehr frühzeitig erfolgen. Früchte, die bereits sichtbar aufhellen, eignen sich nur noch für den unmittelbaren Verbrauch. Lagertemperaturen unter 2,5 °C führen zu Schalen- und Fleischbräune. Der Apfel eignet sich besonders gut für Apfelkompott. Die Genussreife ist von November bis Februar.

## Baumeigenschaft
Der Baum wächst in der Jugend kräftig mit steil verzweigten Leitästen. Der Wuchs schwächt sich jedoch infolge des hohen Ertrags bald ab. Die Sorte zeigt eine ausgeprägte Alternanz, selbst auf schwachen Unterlagen, wenn der starke Behang nicht rigoros ausgedünnt wird. Laub und Früchte sind sehr anfällig für Schorf; in niederschlagsreichen Anbaugebieten faulen die Früchte oft schon am Baum. Die Früchte werden im Vergleich zu anderen Sorten zudem besonders gerne vom Apfelwickler und der Apfelsägewespe befallen. Die Anfälligkeit für Mehltau liegt im mittleren Bereich. Die Blüte entsteht mittelfrüh, ist aber relativ unempfindlich gegen Frost. Qualitätsfrüchte sind nur auf nährstoffreichen, hinreichend feuchten Böden und bei guter Pflege zu erwarten. Bei Überbehang bleiben die Früchte blass und schmecken fade. Die Sorte eignet sich für den Garten, empfiehlt sich jedoch nicht für den extensiven Anbau und für ungünstige Lagen.

## Historie
George Wheeler zog die ersten Bäume um 1791 auf seiner Setzlingsfarm in Penn Yan, New York, aus Apfelsamen, die er von Abraham Wagener aus Dutchess County bekommen hatte, nach diesem der „Wagenerapfel“ benannt wurde. Wagener kaufte 1796 Wheelers Baumschule und pflanzte die Wagener-Apfelbäume auf seinem Land. Die Sorte ist zufällig nahezu identisch mit der Apfelsorte „Brabanter Bellefleur“.
Der Wagenerapfel wurde 1847 von der New York State Agricultural Society anerkannt und begann, sich in den Vereinigten Staaten großflächig zu vermehren. [2] [3] Im Jahre 1910 wurde er nach England gebracht, wo er von der Royal Horticultural Society einen Award of Merit erhielt.
Andere Namen für den Wagenerapfel sind „Wageners Preisapfel“, „Annweiler Schläfer“, „Basliesle“, „Eisenacher“, „Holländischer Bellefleur“, „Roter Bellefleur“, „Pfingstapfel“, „Sankt Wendeler“, „Siebenschläfer“ und „Weberapfel“.